# Élections constituantes de 1946 dans l'Ariège
Les élections constituantes françaises de 1946 se déroulent le 2 juin.

## Mode de scrutin
Les députés sont élus selon le système de représentation proportionnelle suivant la règle de la plus forte moyenne dans le département, sans panachage ni vote préférentiel. 
Il y a 586 sièges à pourvoir.
Dans le département de l'Ariège, trois députés sont à élire.

## Élus
Les trois députés élus sont : 
| Identité               | Parti |
| ---------------------- | ----- |
| Pierre Poumadère       | PCF   |
| Jean Durroux           | SFIO  |
| Georges Galy-Gasparrou | RGR   |

## Résultats

### Résultats à l'échelle du département
| Parti    | Parti                                          | Tête de liste          | Résultats | Résultats | Sièges |
| Parti    | Parti                                          | Tête de liste          | Voix      | %         | Sièges |
| -------- | ---------------------------------------------- | ---------------------- | --------- | --------- | ------ |
|          | Parti communiste français                      | Pierre Poumadère       | 24 942    | 31,66     | 1      |
|          | Section française de l'Internationale ouvrière | Jean Durroux           | 22 962    | 29,15     | 1      |
|          | Rassemblement des gauches républicaines        | Georges Galy-Gasparrou | 16 335    | 20,74     | 1      |
|          | Mouvement républicain populaire                | Maurice Byé            | 14 531    | 18,45     | /      |
|          |                                                |                        |           |           |        |
| Inscrits | Inscrits                                       | Inscrits               | 101 732   |           | 3      |
| Votants  | Votants                                        | Votants                | 79 665    | 78,31     |        |
| Exprimés | Exprimés                                       | Exprimés               | 78 770    | 98,88     |        |